# Betasom
Betasom (wł. Base Atlantica SMGG. „Betasom”) – włoska baza morska okrętów podwodnych w okupowanym Bordeaux podczas II wojny światowej.
Włoska baza morska w Bordeaux została utworzona w sierpniu 1940 r., po klęsce wojsk francuskich i zajęciu przez Niemców większej części Francji. Operowały stamtąd okręty podwodne Królewskiej Marynarki Wojennej, dla których został wyznaczony sektor Atlantyku na południe od Lizbony. Na czele Betasom stanął adm. Angelo Parona, zaś funkcję sztabu objął kpt. Aldo Cocchia. Włosi podlegali kontradm. Karlowi Dönitzowi. Personel bazy utworzył 1ª Divisione Atlantica Fucilieri di Marina (ok. 1,6 tys. ludzi). Ochronę stanowił 250-osobowy Batalion „San Marco”. Włoskie okręty podwodne wchodziły w skład 11th Gruppo Italiano del Fero Subaequeo in Atlantico. W jego skład wchodziły co najmniej 23 okręty podwodne. Efektywność ich działań bojowych była o wiele mniejsza niż niemieckich. Wynikało to z kilku powodów: Włosi nie stosowali taktyki „wilczego stada”, ich okręty podwodne były słabiej uzbrojone i wolniejsze od niemieckich, a na dodatek wymagały minuty czasu, aby się zanurzyć pod wodę. Funkcję okrętu-bazy pełnił były francuski statek pasażerski „De Grasse”, zwrócony w 1941 r. władzom Francji Vichy. W tym samym roku 4 okręty podwodne zostały skierowane do portów Włoskiej Afryki Wschodniej, biorąc udział w tamtejszej operacji wojskowej przeciwko wojskom brytyjskim. Po jej zakończeniu powróciły do Bordeaux. W październiku 1942 r. do Bordeaux trafiła niemiecka 12 Flotylla Okrętów Podwodnych. W tym czasie nowym dowódcą Betasom został kmdr. Enzo Grossi, który zastąpił kontradm. Romolo Polacchiniego. W styczniu 1943 r. okręty zaczęły korzystać z betonowego bunkra chroniącego je przed bombardowaniami lotnictwa alianckiego. Niemcy zaadaptowali 7 włoskich okrętów podwodnych do przewożenia materiałów wojskowych z Dalekiego Wschodu, z których 2 zostały zatopione przez aliantów. Po ogłoszeniu przez Włochy zawieszenia broni i wyjścia z wojny we wrześniu 1943 r., pozostałe okręty przejęła Kriegsmarine. Baza dostała się w ręce Niemców. Część Włochów przeszła na ich stronę, reszta została internowana.